# حادثة الدالوة
حادثة الدالوة 2014 هي حادثة اعتداء عن طريق إطلاق النار وقعت يوم 3 نوفمبر 2014 على حسينية للشيعة في قرية الدالوة بمحافظة الأحساء بالمنطقة الشرقية للمملكة العربية السعودية، عندما أطلق ثلاثة مسلحين ملثمين النار على مجموعة من الأشخاص، مما أسفر عن مقتل ثمانية أشخاص وإصابة تسعة آخرين. وقع الهجوم في يوم عاشوراء، ويعتقد أنه يستهدف الشيعة. وألقي القبض على ستة أشخاص وقُتل مشتبه فيه.
في 4 نوفمبر، قُتل اثنان من ضباط الشرطة واثنان من المسلحين في عملية بعد مقتل خمسة أشخاص بالرصاص وإصابة آخر بجروح. وفقاً للأمن السعودي، كان زعيم المسلحين قد تسلل من قبل إلى المملكة بعد القتال في العراق وسوريا.
في حين أدانت الحكومة والإعلام الرسمي والمؤسسة الدينية الهجوم بشدة، فإن حفنة من المقالات في الصحافة السعودية قالت إن الهجوم «لم يأت من فراغ»، وأن هناك تحريضاً مناهضاً للشيعة في المملكة من جانب «المؤسسة الدينية والدعاة وحتى المحاضرين الجامعيين - وأنه في ازدياد». وفي 6 نوفمبر، أقيمت جنازة للضحايا التي حضرها 250 ألف شخص. وردًا على الهجوم، منع وزير الثقافة والإعلام عبدالعزيز خوجة بث قناة الوصال التلفزيونية السلفية وأغلق مكتبها في الرياض.

## خلفية الأحداث
وقعت الأحداث بالتقويم الهجري في اليوم العاشر من شهر محرم وهو يوم عاشوراء الذي يحيه الشيعة بالحزن والأسى لأنها تصادف ذكرى استشهاد الإمام الحسين، وأعلن اللواء منصور التركي المتحدث الأمني باسم وزارة الداخلية السعودية عن أن تنظيم الدولة الإسلامية (داعش) هو المسؤول عن الحادث وأعلن عن القبض على زعيم الخلية المنفذة مروان الظفر.

## المهاجمون
في 24 نوفمبر، أي بعد ثلاثة أسابيع من الهجوم، كشفت وزارة الداخلية السعودية عن هوية المهاجمين على مرقد الدلوة الشيعي في الأحساء: عبد الله السرحان، وخالد العنزي، ومروان نيل، وطارق ميموني. اعتقلت السلطات الأمنية السعودية 77 شخصًا على صلة بداعش.

## تشييع ضحايا الدالوة
بدأت مراسم التشييع ظهيرة اليوم الجمعة 13 محرم الحرام 1436 إخراج القتلى الثمانية للساحة المقابلة لمسجد المرتضى بالدالوة، وقد لفوا بعلم السعودية وهم: محمد عبد الله المشرف، حسن حسين العلي، زهير حبيب المطاوعة، مهدي عيد المشرف، عبد الله محمد اليوسف، محمد حسين البصري، عبد الله حسين المطاوعة وعادل عبد الله حرابة (من بلدة المنصورة). وقد قدر عدد المشاركين في تشيع جثامين الضحايا بـ 250000 الف مشيع و 4000 متطوع.

## الأحداث التي تلتها
وأشار المتحدث الأمني إلى أن قوات الأمن نفذت في 13 مدينة في المملكة، عمليات أمنية متزامنة للقبض على كل من ينتمي لداعش سواء من المبايعين لقائد التنظيم أو المشاركين أو الداعمين أو الممولين أو المتسترين، وقد قاوم البعض منهم في عمليتين أمنيتين مختلفتين، إحداهما في محافظة شقراء، والأخرى في محافظة بريدة، ما أدى إلى مقتـل 3 منهم وهم: عبد الله بن فرحان بن خليف العنزي، وسامي بن شبيب بن عواض المطيري (سعوديا الجنسية)، وآخر يحمل الجنسية القطرية، واسمه سالم بن فراج بن عزيز المري، فيما أصيب رابع من الجنسية السعودية بإصابات بليغة، في حين قًتل رجل أمن وأصيب اثنان.
وذكر اللواء منصور التركي، أن 77 شخصا جرى إيقافهم على خليفة ارتباطهم بالتنظيم، من بينهم المنفذون الرئيسيون فعليا في الاعتداء الإرهابي في قرية «الدالوة»، وبلغ عدد السعوديين المشاركين في الخلية، 74 شخصا، إضافة إلى آخرين من الجنسية التركية والسورية والأردنية، وشخص واحد من حملة البطاقات.
ولفت إلى أن منفذي هذه العملية، وعددهم 4 أشخاص، من بينهم 3 سبق إيقافهم على خلفية قضايا انضمامهم للتنظيم، وأطلق سراحهم بعد انتهاء مدد محكومياتهم، وهم، عبد الله بن سعيد آل سرحان، وخالد بن زويد العنزي، ومروان بن إبراهيم الظفر، فيما جرى استغلال المنفذ الرابع، واسمه طارق بن مساعد الميموني، نظرا لسلامة موقفه الأمني، وضبط مع عناصر الخلية في مواقع مختلفة كمية كبيرة من الأسلحة، وفقا لتقرير المعمل الجنائي.
في سبتمبر 2020، حُكم على سبعة مسلحين على صلة بإطلاق النار بالإعدام، بينما حُكم على ثلاثة آخرين بالسجن لمدة 25 عامًا.

## ردود الفعل المحلية
أمر وزير الثقافة والإعلام عبدالعزيز خوجة أنه أمر بإغلاق مكتب قناة وصال في الرياض ومنع أي بث لها من المملكة العربية السعودية.
- أكد عبد العزيز آل الشيخ مفتي عام السعودية أن ما وقع هو «اعتداء غاشم وظلم عظيم» يستهدف فتح الباب للنزاع الطائفي.[12]
- صرّح عبد الله المطلق عضو هيئة كبار العلماء السعودية، إن منفذي تلك العملية ليس لديهم التزام بالشريعة الإسلامية ودعا طلبة العلم والدعاة وأئمة المساجد، أن يستنكروا هذا العمل. [12]
- أعلنت الأمانة العامة لهيئة كبار العلماء في بيان على لسان أمينها العام فهد بن سعد الماجد «إن هذا الحادث الإجرامي اعتداء آثم وجريمة بشعة يستحق مرتكبوه أقسى العقوبات الشرعية» ودعا السعوديين أن يكونوا صفا واحدا. [12]